# Бабчинецька волость
Бабчинецька волость — історична адміністративно-територіальна одиниця Ямпільського повіту Подільської губернії з центром у селі Бабчинці.
Станом на 1885 рік складалася з 14 поселень, 16 сільських громад. Населення — 17 387 осіб (8803 чоловічої статі та 8584 — жіночої), 754 дворових господарства.
|                     | Площа, десятин | У тому числі орної, дес. |
| ------------------- | -------------- | ------------------------ |
| Сільських громад    | 14238          | 9914                     |
| Приватної власності | 20245          | 12902                    |
| Іншої власності     | 748            | 528                      |
| Загалом             | 35231          | 23344                    |

Основні поселення волості:
- Бабчинці — колишнє власницьке село при річці Буша за 22 версти від повітового міста, 3823 особи, 201 дворове господарство, 2 православні церкви, постоялий двір, 3 постоялих будинки, 2 лавки, 3 водяних млини. За 11 верст — селище старообрядців Пилипи із лікарнею та постоялим будинком.
- Бандишівка — колишнє власницьке село при річці Мурафа, 730 осіб, 38 дворових господарств, православна церква, поштова станція, постоялий будинок.
- Борівка (Грималівка) — колишнє власницьке село, 3308 осіб, 146 дворових господарств, 2 православні церкви, постоялий двір, 3 постоялих будинки, 2 лавки, винокурний завод.
- Букатинка — колишнє власницьке село при річці Мурафа, 963 особи, 49 дворових господарств, православна церква, 3 постоялих будинки, водяний млин.
- Буша — колишнє власницьке село при річці Лозова, 776 осіб, 45 дворових господарств, православна церква, школа, 2 постоялих будинки, кузня, 2 водяних млини.
- Грушка — колишнє власницьке село при річці Мурафа, 825 осіб, 53 дворових господарства, православна церква, водяний млин.
- Коси — колишнє державне село при річці Мурафа, 612 осіб, 36 дворових господарств, православна церква, постоялий будинок, водяний млин.
- Мервинці — колишнє власницьке село при річці Мурафа, 593 особи, 31 дворове господарство, православна церква, постоялих будинок, водяний млин, винокурний завод.
- Моївка — колишнє власницьке село при річці Буша, 733 особи, 33 дворових господарства, лікарня, постоялих будинок, лавка, бурякоцукровий завод.
- Садки — колишнє власницьке село при річці Лозова, 663 особи, 37 дворових господарств, православна церква, школа, постоялий будинок, водяний млин.
- Ярузькі Вила — колишнє власницьке село при річках Мурафа та Лозова, 879 осіб, 48 дворових господарств, православна церква, постоялий будинок.

Старшинами волості були:
- 1904 року — Омелян Ілліч Гладун[2];